# Daleki istok
Daleki istok je naziv za istočnoazijske zemlje uz Tihi ocean. Često obuhvaća istočnu i jugoistočnu Aziju zajedno, a ponekad i najistočnije teritorije Rusije, tj. Ruski Daleki istok i zapadnu tihooceansku regiju.
Daleki istok se ponekad koristi kao sinonim za istočnu Aziju, pa se može definirati u geografskim ili kulturnim terminima koji uključuju povijesnu Kinu (isključivši Tibet i Xinjiang), Japan, Tajvan, Koreju i Vijetnam. Ipak on također obuhvaća države i kulture jugoistočne Azije poput Kambodže, Malezije, Mianmara, Tajlanda, Indonezije i Filipina.
Ovaj je naziv populariziran tijekom razdoblja britanske kolonizacije zemalja koje su se nalazile istočno od Britanske Indije. Prije Prvog svjetskog rata Bliski istok se odnosio na relativno obližnje zemlje Otomanskog Carstva, Srednji istok na južnu i srednju Aziju, a Daleki istok na zemlje duž zapadnog dijela Tihog oceana. Mnogi europski jezici imaju slične termine za Daleki istok poput engleskog Far East, francuskog Extrême-Orient, njemačkog Ferner Osten, talijanskog Estremo oriente i nizozemskog Verre Oosten.
U orijentalističkoj uporabi Daleki istok ima prizvuk kulturnog i geografskog rastavljanja, egzotičnost zbog velike udaljenosti. Daleki istok se primjerice nikada ne odnosi na kulturno zapadne nacije Australije i Novog Zelanda, koje leže čak istočnije od Europe nego velik dio istočne Azije. Daleki istok je u tom smislu usporediv s terminima poput Orijenta, što znači istok, Istočnog svijeta ili jednostavno Istoka.
Nakon Drugog svjetskog rata osnovan je Međunarodni vojni sud za Daleki istok na kojem su pokrenuti sudski procesi protiv japanskih ratnih zločinaca.
Uporaba naziva Daleki istok postala je u Zapadnom svijetu ograničena zbog svoga eurocentrizma i asocijacije s europskim imperijalizmom u Aziji. Precizniji termini istočna i jugoistočna Azija ili opsežniji termini poput Pacifičkog obruča preferiraju se kulturnim i ekonomskim studijama. Regionalni rast dao je novo značenje terminu, pa se on sada shvaća kao Daleki istok svijeta (tj. najistočnije kontinentsko kopno na istočnoj hemisferi) radije nego Daleki istok Europe. Mnoga komercijalna poduzeća i institucije koriste u svojem nazivu "Daleki istok" poput Dalekoistočnog nacionalnog sveučilišta u Vladivostoku, Dalekoistočnog sveučilišta u Manili, Dalekoistočnog sveučilišta u Južnoj Koreji, te hongkonških novina Far Eastern Economic Review.
U Ruskoj Federaciji termin "Daleki istok" (ruski: дальний восток) obično označava samo istočne regije zemlje (najčešće Vladivostok i Habarovsk), dok se termin "istočna Azija" koristi u opisivanju stranih zemalja u regiji.

## Zemlje
1. Mjanmar (dio)
2. Rusija (dio)
3. Kina (dio)
4. Japan
5. Sjeverna Koreja
6. Južna Koreja
7. Tajvan
8. Tajland
9. Laos
10. Kambodža
11. Vijetnam
12. Brunej
13. Singapur
14. Istočni Timor
15. Filipini
16. Indonezija
17. Malezija
18. Papua Nova Gvineja

## Religije
- Budizam
- Šintoizam
- Taoizam
- Konfucijanizam

## Trpeza
Dalekoistočna trpeza je trpeza karakeristična za Daleki Istok i vrlo je bogata. Glavni sastojci su: riba,soja,soja sos,riža,plodovi mora,alge,morske trave i povrće
- Mjanmar-piletina, svinjetina, gljive, curry, tofu...
- Rusija-ruska salata, piroška, tofu, piletina, svinjetina, gljive...
- Kina-piletina, pekinška patka, proljetne rolice, tofu, svinjetina, gljive...
- Japan-suši, fugu, surimi, ramen, udon, tempura, tofu, gljive...
- Sjeverna Koreja-kimchi, udon, tofu, piletina, gljive...
- Južna Koreja-kimchi, udon, tofu, piletina, gljive...
- Tajland-curry, proljetne rolice, piletina, svinjetina, gljive, pašteta od škampa, tofu...
- Laos-proljetne rolice, pašteta od škampa, tofu, piletina, svinjetina, gljive...
- Kambodža-proljetne rolice, pašteta od škampa, tofu, gljive...
- Vijetnam-proljetne rolice, pašteta od škampa, phò, tofu, gljive...
- Brunej-meso od šišmiša, pašteta od škampa, tofu, piletina, riba, gljive...
- Singapur-piletina, svinjetina, proljetne rolice, curry, pašteta od škampa, brza hrana, kečap od banana, tofu, gljive...
- Istočni Timor-meso od šišmiša, pašteta od škampa, tofu...
- Filipini-brza hrana, proljetne rolice, meso od šišmiša, pašteta od škampa, tofu,piletina, gljive...
- Indonezija-meso od šišmiša, pašteta od škampa, tofu, piletina, riba, gljive...
- Malezija-meso od šišmiša, pašteta od škampa, curry, proljetne rolice, suši, brza hrana, kečap od banana, tofu, piletina, gljive...

## Poveznice
- Istočna Azija
- Jugoistočna Azija
- Pacifički obruč